# یالاک
یالاک (به لاتین: Yalak) یک منطقهٔ مسکونی در روسیه است که در داغستان واقع شده‌است.